# Ascosphaera apis
Ascosphaera apis es una especie de hongo que produce la enfermedad denominada ascosferosis (cría encalada o cría yesificada), enfermedad que ataca las crías (larvas) de las abejas melíferas.
Esta enfermedad es una (micosis) producida por un hongo heterotálico Ascosphaera apis, que pertenece al orden Onygenales, familia Ascosphaeraceae, como todo hongo produce esporas que son elementos de resistencia y dispersión, los cuales al ser ingeridos por las larvas con el alimento producen la reinfección.
- Datos: Q8206343
- Especies: Ascosphaera apis